# Júlio César Santos Correa
Júlio César Santos Correa (Chuí, Rio Grande do Sul, Brasil, 17 de noviembre de 1978) es un exfutbolista y entrenador de fútbol brasileño. También fue conocido como El Tigre de la Línea. Se desempeñaba como defensa y tuvo una brillante carrera por Europa en grandes clubes europeos reconocidos, lo más destacado, fue campeón de la Champions League con Real Madrid CF en el año 2000.

## Trayectoria como futbolista
En 1994, Julio César Santos estuvo a prueba con el Club América de México y que a la postre no llegó a formar parte del plantel de manera oficial. De allí formó parte de las plantillas de Real Madrid, AC Milán, Tigres UANL, Real Betis, Real Valladolid, Real Sociedad y Benfica, en casi 20 años de carrera, antes de retirarse y sacar el diploma de entrenador UEFA Pro en la Real Federación Española en 2017.

## Trayectoria como entrenador
Comenzó su etapa como entrenador en enero de 2019, firmando por el Club Deportivo Cristo Atlético de la Tercera División de España.

En julio de 2019, se convierte en entrenador del FC Olimpik Donetsk de la Liga Premier de Ucrania firmando un contrato por dos temporadas. Un mes después, el técnico brasileño sería destituido tras cosechar cuatro derrotas en los cuatro primeros partidos de Liga, el equipo liderado por el entrenador brasileño se encontraba en el último lugar de la clasificación del campeonato de Ucrania.
En septiembre de 2023 comenzó a ejercer el cargo de entrenador interino del Real Apodaca Fútbol Club de la Serie A de México,equipo en el que se había desempeñado como director deportivo desde junio del mismo año. En octubre el equipo contrató a un nuevo entrenador, por lo que Julio César regresó a su función como director deportivo del club mexicano.

## Clubes como jugador
| Club                 | País           | Año         |
| -------------------- | -------------- | ----------- |
| CD Marathon          | Honduras       | 1996 - 1997 |
| Real Valladolid      | España         | 1996 - 1999 |
| Real Madrid          | España         | 1999 - 2000 |
| AC Milan             | Italia         | 2000        |
| Real Sociedad        | España         | 2000 - 2001 |
| Benfica              | Portugal       | 2001 - 2002 |
| FK Austria Viena     | Austria        | 2002 - 2003 |
| Real Valladolid      | España         | 2003 - 2004 |
| Bolton Wanderers     | Inglaterra     | 2004 - 2005 |
| Tigres de la UANL    | México         | 2005 - 2006 |
| Olympiakos           | Grecia         | 2006 - 2008 |
| Dinamo de Bucarest   | Rumania        | 2008        |
| Gaziantepspor        | Turquía        | 2009 - 2010 |
| CS Marítimo          | Portugal       | 2010        |
| Sporting Kansas City | Estados Unidos | 2011 - 2012 |
| Toronto FC           | Canadá         | 2013        |
| Tampines Rovers FC   | Singapur       | 2014        |

## Clubes como entrenador
| Club                           | País    | Año  |
| ------------------------------ | ------- | ---- |
| Club Deportivo Cristo Atlético | España  | 2019 |
| FC Olimpik Donetsk             | Ucrania | 2019 |
| Real Apodaca Fútbol Club       | México  | 2023 |